# ベルン市立劇場

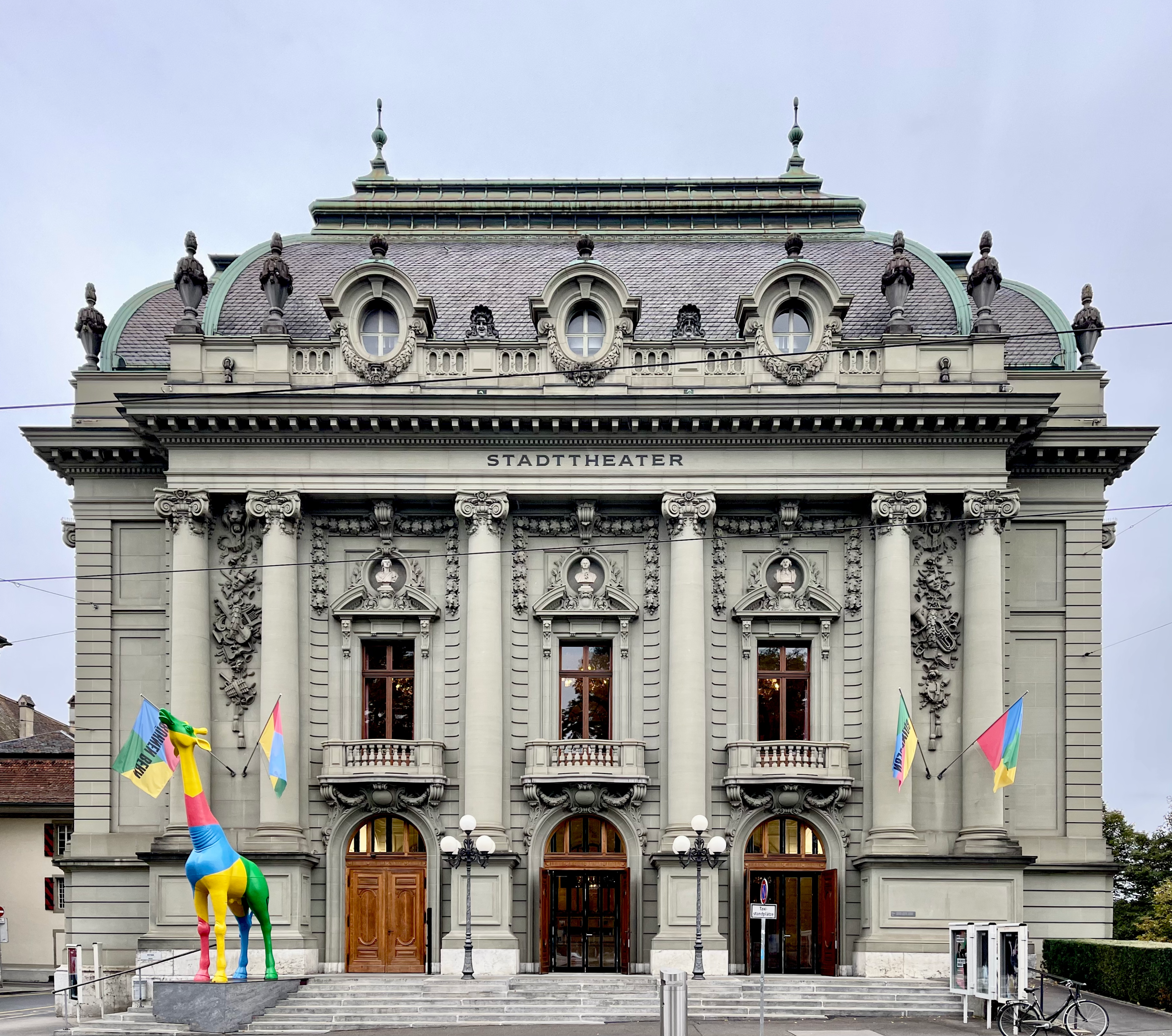
外観

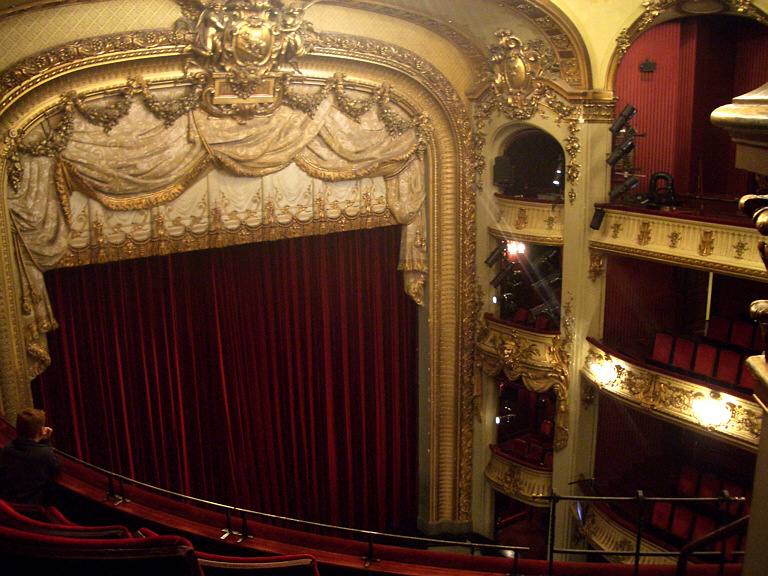
内部

ベルン市立劇場（ドイツ語: Stadttheater Bern、英語: Bern Theatre）とは、スイスの首都ベルンにあるネオクラシック様式の劇場で、ベルン交響楽団のメインホールとなっている。世界遺産に登録されているベルン旧市街のコルンハウス広場に面した立地で、オペラ、オペレッタ、バレエなど、年間300以上のプログラムを開催している。
完成は1903年。リヒャルト・ワーグナーの歌劇、タンホイザーがこけら落としとなった。アグネス・バルツァ、ホセ・カレーラス、プラシド・ドミンゴなど世界トップクラスのアーティストがこの劇場で演じている。